# Priit Narusk
Priit Narusk (* 8. Dezember 1977 in Võru) ist ein ehemaliger estnischer Skilangläufer und Biathlet.

## Leben und Karriere
Seinen ersten internationalen Einsatz hatte Narusk 1999 beim Weltcup im heimischen Otepää. Über 15 klassisch belegte er den 48. Platz. Obwohl er in den darauffolgenden Jahren nur Resultate außerhalb der Weltcuppunkte erkämpfen konnte, wurde er für die bei den Olympischen Winterspielen 2002 in Salt Lake City nominiert. Sein bestes Resultat war dabei der 38. Platz im Sprintwettbewerb. In der darauffolgenden Saison belegte er Platz 25 beim Weltcup in Oberhof über die Distanz von 15 Kilometer klassisch und sicherte sich somit seine ersten Weltcuppunkte. Bei den Nordischen Skiweltmeisterschaften 2003 schaffte er den Einzug in die Finalläufe im Sprintwettbewerb. Im Endergebnis belegte er den 25. Platz. Zum Anschluss der Saison gelang es ihm mit Platz 16 beim Sprintweltcup in Borlänge dieses Resultat zu verbessern. Seine Leistungen stabilisierten sich in der Saison 2004/05, so dass er sich regelmäßig bei Sprintwettbewerben in den Punkterängen platzieren konnte. Beim Weltcup in Reit im Winkl schaffte er erstmals den Sprung unter die Top Ten. Es gelang ihm auch diese Leistungen  bei den Nordischen Skiweltmeisterschaften 2005 in Oberhof zu bestätigen, wo er Platz 16 im Sprint belegte. Zusammen mit Erki Jallai erreichte er im Teamsprint den 12. Platz. 
Bei den Olympischen Winterspielen 2006 in Turin verpasste er jedoch die Qualifikation für die Finalläufe. Zusammen mit Anti Saarepuu erkämpfte er den 14. Platz im Teamsprint. Zum Ende der Saison schaffte er beim Weltcup in Changchun mit Platz neun sein bestes Karriereresultat. In der Gesamtwertung des Sprintweltcups belegte er in dieser Saison den 21. Platz. In der Saison 2006/07 verbesserten sich Narusks Resultate bei Distanzwettbewerben, dafür konnte er allerdings im Sprint nicht mehr an die Leistungen der Vorjahre anknüpfen. Bei den Nordischen Skiweltmeisterschaften 2007 in Sapporo erreicht er zwar die Finalläufe im Sprintwettbewerb, belegt aber am Ende nur den 29. Platz. Über 50 Kilometer klassisch wurde er 28. Zum Auftakt der Saison 2008/09 konnte er beim Sprint in Kuusamo den 19. Platz belegen. Dies blieb jedoch sein einziges Resultat unter den besten 30 Athleten eines Weltcupswettbewerbs in dieser Saison. Dennoch wurde er für die Nordischen Skiweltmeisterschaften 2009 in Liberec nominiert. Als 46. verpasste er jedoch auch dort die Qualifikation für die Finalläufe im Sprintwettbewerb.
Nachdem der estnische Skiverband 2009 die finanzielle Unterstützung für ältere Sportler des B-Kaders eingestellt hatte und ihnen auch nur noch zwei Starts bei Weltcupwettbewerben erlaubt, wechselte Narusk zur Saison 2009/10 zum Biathlon.
Schon bei den Militärweltmeisterschaften 2004 in Östersund hatte Narusk erstmals an einem internationalen Patrouillenlauf teilgenommen. Bereits im Sommer nahm er in Oberhof an den Sommerbiathlon-Weltmeisterschaften 2009 teil und wurde 41. im Crosslauf-Sprint. Seine ersten Wintereinsätze hatte der Este in den ersten Rennen des IBU-Cups in Idre, bei denen er 69. und 62. in den Sprintbewerben wurde. Im Weltcup gab er im Januar 2010 in Oberhof im Rahmen eines Staffelrennens seinen Einstand, nachdem er eine Woche zuvor die Bronzemedaille bei der estnischen Meisterschaft hinter Roland Lessing und Indrek Tobreluts gewinnen konnte. Mit seinen Mannschaftskollegen wurde er 14. und trat zwei Tage später in einem Sprintrennen erstmals in einem Einzelrennen des Weltcups an. Bei schwierigen äußeren Bedingungen gewann er mit drei Schießfehlern als 33. sofort erste Weltcuppunkte. An diesen Erfolg konnte er jedoch nicht weiter anknüpfen und platzierte sich meist weit außerhalb der Weltcuppunkte. Und auch die erhoffte Qualifikation für die Olympischen Winterspiele 2010 gelang ihm nicht. Auch in der Saison 2010/11 schaffte er nicht den Sprung unter die besten 40 Athleten eines Einzelwettbewerbs. Dennoch wurde er für die Biathlon-Weltmeisterschaften 2011 nominiert und belegte im Sprintwettbewerb den 77. Platz. Im März 2011 gab Narusk seinen Rücktritt vom Leistungssport bekannt.

## Biathlon-Weltcup-Platzierungen
Die Tabelle zeigt alle Platzierungen (je nach Austragungsjahr einschließlich Olympische Spiele und Weltmeisterschaften).
- 1.–3. Platz: Anzahl der Podiumsplatzierungen
- Top 10: Anzahl der Platzierungen unter den ersten zehn (einschließlich Podium)
- Punkteränge: Anzahl der Platzierungen innerhalb der Punkteränge (einschließlich Podium und Top 10)
- Starts: Anzahl gelaufener Rennen in der jeweiligen Disziplin

| Platzierung | Einzel | Sprint | Verfolgung | Massenstart | Staffel | Gesamt |
| ----------- | ------ | ------ | ---------- | ----------- | ------- | ------ |
| 1. Platz    |        |        |            |             |         |        |
| 2. Platz    |        |        |            |             |         |        |
| 3. Platz    |        |        |            |             |         |        |
| Top 10      |        |        |            |             |         |        |
| Punkteränge |        | 1      |            |             | 2       | 3      |
| Starts      | 1      | 8      |            |             | 2       | 11     |